# 劇場版 超星艦隊セイザーX 戦え!星の戦士たち
『劇場版 超星艦隊セイザーX 戦え!星の戦士たち』は、2005年12月17日に全国東宝系で公開された『超星艦隊セイザーX』の映画作品。『劇場版 甲虫王者ムシキング グレイテストチャンピオンへの道』と同時上映。

## 概要
『ゴジラ FINAL WARS』（2004年）で終了したゴジラシリーズに替わり東宝の正月映画として公開された。
『超星艦隊セイザーX』のメンバーの他に、『超星神グランセイザー』と『幻星神ジャスティライザー』のメンバーが全員登場する。クライマックスの巨大戦では超星神4体と幻星神3体とグレートライオが共闘するという大掛かりなモノとなっている。『グランセイザー』からは堀口博士、『ジャスティライザー』からは澪とレギュラーキャスト3人が登場。このうちジャスティライザーは「変身能力を取り戻す」という最終回の設定を踏まえたシチュエーションで登場している。
高田モンスター軍が登場するが、出番もわずかでストーリーへの絡みはなかった。公開前に開催された「ハッスルマニア2005」ではタイアップ興行も行われた。
特撮監督はテレビシリーズと同じく川北紘一が担当。監督は大森一樹が務め、川北とは『ゴジラvsキングギドラ』（1991年）以来のタッグとなった。川北によれば、大森にはテレビシリーズの時点で声を掛けていたがあまり乗り気ではなく、本作品の制作が決定したことで「久しぶりに正月映画をやりましょう」と誘ったという。
『海底軍艦』の轟天号をリメイクした迎撃戦艦 轟天号やキングギドラを模したマンモスボスキートなど、テレビシリーズ同様に過去の東宝特撮映画のオマージュが盛り込まれている。川北お気に入りの怪獣である『キングコングの逆襲』のメカニコングを模したメカ巨獣ブルガリオも『ジャスティライザー』から再登場させている。
テレビ東京系列局のアナウンサーが出演しているシーンは、各局で撮影された映像を使用している。
DVDは2006年5月26日発売。
テレビシリーズ第12話には本作品のポスターがビルの壁面広告に使用されている。

## ストーリー
ある日、天文台でバスケットボールに興じていたセイザーXと研究をしていた天堂澪のところに、記憶を失った少年リキが現れる。さらに宇宙からは謎の幽霊船が地球に迫っていた。
セイザーXは宇宙海賊が送り込んだメカ巨獣ブルガリオを撃破するが、突如現れた謎の球体が海底に沈んだブルガリオの残骸から残存エネルギーを吸収し、巨大化して海上に出現。球体はグランセイザーが絶滅させたボスキートの近縁種であるニューボスキートの卵であったが、その特性を知らないままがむしゃらに卵を攻撃する拓人。しかし、セイザー砲も吸収し卵はさらに巨大化。星神島に戻った澪の前に現れ、彼女からジャスティパワーを吸収。その力で作り出した黒雲から、大量の偽ジャスティライザーを発生させる。偽ジャスティライザー出現の報に愕然とする翔太たちの目の前で、偽ジャスティライザーは街に降り立ち、人間たちからエネルギーを吸収し始める。

## 登場人物
ボルム星人リキ
4億年前、宇宙に旅立った超古代地球人の末裔で、地球によく似た環境の第三銀河系にあるボルム星人の少年。幽霊船の繭に幽閉されていたところをアクアルに救われ、コスモカプセルを奪うためのスパイとして利用される。
神宮司 翼
国防省総司令官。戦闘時には自ら轟天号に乗り込み直接指揮を執る。
- 当初の役名は「神宮寺」であったが、『海底軍艦』と同名のキャラクターでは困ると東宝から言われたため、「神宮司」となった。だが、後に大森が確認したところ、実際には同作品でのキャラクター名は「神宮司」であり、結果的に同じ名前になったという。

絶滅獣ニューボスキート
『グランセイザー』に登場したボスキートの近縁種。ボスキート同様、人間などのあらゆる有機体を分子レベルに生命エネルギーを分解してインストール（吸収）してエネルギー源とし、その姿を借りて無限に進化・増殖できる。第一形態の卵がブルガリオの残存エネルギーを吸収して覚醒し、ライオキャリアーのセイザー砲を吸収し、ジャスティパワーを吸収したことで、その影響でニューボスキートに進化し偽ジャスティライザーに変身できる。また、マザーボスキートや無数のボスキートを乗せた幽霊船を呼び寄せる性質を持つ。星神島の個体は18人の戦士たちによる超星神アタックを受け、全滅した。
- 原典のボスキートとは違い、グランセイザーに似せる必要がないため、入り乱れることからかなりアレンジしている。骸骨のような口元は『流星人間ゾーン』のガロガのニュアンスを入れている。
- スーツは12体制作されている。

偽ジャスティライザー
ニューボスキートが変身したジャスティライザー。姿は本物とほぼ同じだが、一部の個体の背中にはニューボスキートと同形の翼が生えており、胸のチャージライザーがボスキートの胸に酷似した形状になっている。黒雲から無限に出現して日本各地を襲うが、ジャスティライザーがジャスティパワーを取り戻すと元の姿に戻ってしまった。
偽幻星神
偽ジャスティライザーが1体に数体分のエネルギーを集めて巨大化した姿。やはり姿は本物とほぼ同じだが、胸の部分はボスキートのままである。また、偽ケンライザーのみバイザーから目が見えており、偽ニンライザーはブレイズモードとなっている。
- デザイン画はなく、追加パーツが幻星神のスーツの写真にコラージュした画像がその代わりとなっている。

マンモスボスキート
幽霊船に潜んでいたニューボスキートの巨大な本体。幽霊船の部分はあくまでマンモスボスキートを覆う外殻である。倒されたニューボスキートたちを取り込んで、流星神たちの数倍の大きさに超巨大化する。2本の長い首から破壊光線を放つほか、頭部の角からバリアを発生させて敵の攻撃を防ぐ。
- 2本の首の付け根にスーツアクターの顔が位置している。
- キングギドラに似すぎないよう、模様のパターンを活かしつつ、骸骨のニュアンスを入れている。下顎だけ口が動くキングギドラに対して、コブラが噛み付くように上顎にもギミックを入れたが、頭の付け根部分まで弦と干渉して暴れてしまい、跳ねる力が上に入って線が切れてしまうことから現場では使用されなかった。スーツは後にテレビシリーズのダークゲランに改造された。

メカ巨獣ブルガリオ
『ジャスティライザー』にも登場していたメカ巨獣。胸部の左右から発射するミサイルや怪力など従来の武器に加え、飛行能力を有する。コスモカプセルを3将軍が奪うスパイを送り込むための陽動として投入され、3体の流星神に撃破される。残存エネルギーはボスキートの卵に吸収されて覚醒の手助けにされた。
- 川北は、過去に平成ゴジラシリーズでメカニコングの登場を画策していたことから、本作品ではそのリベンジという思いもあり、飛行や海中戦など本家メカニコングではできないことにも挑戦したと述べている。

## キャスト
- 安藤拓人：高橋良輔
- アド：進藤学
- ケイン：三浦涼介
- シャーク隊長：松永博史
- レミー：松山まみ
- ゴルド：ロバート・ボールドウィン
- 安藤由衣：枚田菜々子
- 伊達翔太：伊阪達也
- 真田ユカ：神崎詩織
- 平賀真也：井坂俊哉
- 天堂澪：江口ヒロミ
- 堀口一郎：赤星昇一郎
- リキ：笠原織人
- リキのパパ：二村幸雅
- リキのママ：橘ゆかり
- 安藤宗二郎：宗方勝巳
- 安藤春子：森川由加里
- 国防省の幹部：渡会良、針生楊志夫、小野重樹、菊池均也
- 轟天の隊員：加藤大騎、庄島康哲、豊岡武士、福沢重文
- レポーター（A）：中上ちか
- レポーター（B）：宮崎寛之
- 目撃者：山本浩司
- テレビ東京アナウンサー：前田真理子、亀井京子
- テレビ大阪アナウンサー：黒部亜希子
- テレビ愛知アナウンサー：中山美香
- テレビせとうちアナウンサー：中島有香
- テレビ北海道アナウンサー：小澤良太
- TVQ九州放送アナウンサー：義山望
- 高田総統（友情出演）
- アン・ジョー司令長官（友情出演）
- 島田二等兵（友情出演）
- 神宮司翼：峰岸徹

### 声の出演
- ツインセイザーアイン：保村真
- ツインセイザーツバイン：大津田裕美
- 火将軍ブレアード：伊藤健太郎
- 水将軍アクアル：浅川悠
- 風将軍サイクリード：岸尾だいすけ
- セイザータリアス[24][注釈 4]：白濱孝次
- グランセイザー[24][注釈 4]：小倉直紀

### スーツアクター
セイザーXスーツアクター
- ライオセイザー[15] - 新上博巳
- 田井和彦
- セイザーギャンズ[24]、ユウヒ[15] - 白濱孝次

その他スーツアクター
- 福田亘
- 齋藤恵美子
- 佐藤優
- 富田稔
- 安藤道泰
- 石田裕
- 南辻史人
- 松上順也
- 稲留正樹
- 御代川太
- 酒井亜美
- 大口与枝
- 宮木義雄
- 杉原明
- 舟山弘一
- 名取弘二
- 香田弘臣
- 涌井喜子
- 梶本明志
- 矢島一憲
- 相馬ひろこ
- 熊倉盛揮
- 市山英貴
- 松田浩一郎
- 石倉良笙
- 角田光司
- 小松聡二郎
- 牧田雄一
- 藤野伸介
- 隈本裕美
- 高橋暁
- 小林大士
- 有川孝夫
- 河合健
- 箱森計路
- 角田浩一
- 岩崎晋弥
- 和田三四郎

## スタッフ
- 監督：大森一樹
- 企画：藤原正道
- 製作：井澤昌平、油田哲、雲出幸治、森恭一
- プロデューサー：山川典夫、釜秀樹、渡辺和哉、船田晃
- 脚本：田部俊行
- 特撮監督：川北紘一
- アクション監督：松井哲也
- 音楽：高木洋

〈本編〉
- 撮影：関口芳則
- 照明：井上幸男
- 美術：平井淳郎
- 録音：三沢武徳
- 整音：斉藤禎一
- 編集：石井香奈江
- 操演：上田健一
- スクリプター：江口由紀子
- 助監督：クボ・ユタカ
- 制作担当：千綿英久

〈特殊技術〉
- 撮影：桜井景一
- 美術：大澤哲三
- 照明：瀬尾伸幸
- 編集：富永美代子
- 操演：川口謙司
- スクリプター：小林加苗
- 助監督：今井聡
- 制作担当：渡辺達也

- 制作プロダクション：ゼネラル・エンタテイメント
- 特撮プロダクション：ドリーム・プラネット・ジャパン
- 製作：セイザーXムービープロジェクト（テレビ東京、東宝、読売広告社、ゼネラル・エンタテイメント）

## 音楽
主題歌「New Horizon〜戦え! 星の戦士たち」
歌 - キングコング梶原 / 作詞 - 山田ひろし / 作曲 - HΛL / 編曲 - 高木洋
挿入歌
「Life goes on」
作曲 - Eddy Blues / 編曲 - 沢崎公一 / 作詞・歌 - 浅岡雄也（徳間ジャパンコミュニケーションズ）
「幻星神ジャスティライザー」
作詞・作曲 - 小島健二 (Dual Dream) / 編曲 - 清水武仁 / 歌 - 中島満雄
「超星艦隊セイザーX」
歌 - 高橋洋樹 / 作詞 - 山田ひろし / 作曲 - 浅田直 / 編曲 - 矢野立美
「海底軍艦」オリジナルサウンドトラックより
作曲 - 伊福部昭 / 音楽出版 - 東宝ミュージック
現代風アレンジにしてはいけないという大森の指示によって、原曲が用いられた。

## 製作
2004年12月に映画化が発表された際には『セイザーX』が発表される前であったため、タイミングの問題から仮題は『幻星神ジャスティライザー THE MOVIE』であった。後に作成された劇場映画企画書では『超星神 THE MOVIE 超星艦隊ギャラクシーザー』という仮題であった。
東宝制作の正月映画はなかなか通らなかったため、強い併映作として『甲虫王者ムシキング』との併映となった。
第一稿と第二稿では、『グランセイザー』の御園木や九条、『ジャスティライザー』の麗香が登場する予定であった。
特撮班は、『セイザーX』テレビシリーズの撮影を序盤で撮り貯めてから、本作品の撮影に移行している。スタジオセットは、ゴジラ平成VSシリーズのころの1/4程度の広さであったが、川北は小さい分すべてに目が届き、ディテールアップもやりやすかったと述べている。
本作品公開の4日前に催された東宝の忘年会のあとで川北は心筋梗塞で倒れ手術を受けており、舞台挨拶は入院先の病院から特別に許可を得て登壇した。